# 6241 Galante
6241 Galante este un asteroid din centura principală de asteroizi.

## Descriere
6241 Galante este un asteroid din centura principală de asteroizi. A fost descoperit pe 4 octombrie 1989 la Observatorul San Vittore din Bologna. El prezintă o orbită caracterizată de o semiaxă mare de 3,00 ua, o excentricitate de 0,11 și o înclinație de 9,1° în raport cu ecliptica.